# Stiphilus quadripunctatus
Stiphilus quadripunctatus là một loài bọ cánh cứng trong họ Cerambycidae.